# Blurred Lines (álbum)
Blurred Lines é o sexto álbum do cantor e compositor Robin Thicke, lançado em 30 de Julho de 2013 pela Interscope. O álbum estreou em primeiro lugar na parada Billboard 200 dos mais vendidos dos Estados Unidos, com pelo menos 177 mil cópias vendidas em sua primeira semana de vendas.

## Faixas
| CD             |                                          |         |  |
| N.º            | Título                                   | Duração |  |
| 1.             | "Blurred Lines" (com T.I. e Pharrell)    | 4:23    |  |
| 2.             | "Take It Easy on Me"                     | 3:47    |  |
| 3.             | "Ooo La La"                              | 4:38    |  |
| 4.             | "Ain't No Hat 4 That"                    | 3:20    |  |
| 5.             | "Get in My Way"                          | 3:11    |  |
| 6.             | "Give It 2 U" (featuring Kendrick Lamar) | 3:49    |  |
| 7.             | "Feel Good"                              | 3:28    |  |
| 8.             | "Go Stupid 4 U"                          | 4:29    |  |
| 9.             | "For the Rest of My Life"                | 4:55    |  |
| 10.            | "Top of the World"                       | 3:22    |  |
| 11.            | "The Good Life"                          | 3:12    |  |
| Duração total: | Duração total:                           | 42:34   |  |

## Tabelas musicais
| Paradas (2013)                        | Melhor positção |
| ------------------------------------- | --------------- |
| Austrália (ARIA)                      | 4               |
| Áustria (Ö3 Austria Top 40)           | 5               |
| Bélgica (Ultratop Flandres)           | 19              |
| Bélgica (Ultratop Valônia)            | 17              |
| Canadá (Canadian Albums Chart)        | 1               |
| Países Baixos (Dutch Charts)          | 3               |
| Alemanha (Offizielle Deutsche Charts) | 2               |
| Itália (FIMI)                         | 34              |
| Nova Zelândia (RMNZ)                  | 5               |
| Polónia (ZPAV)                        | 20              |
| Portugal (AFP)                        | 15              |
| Escócia (Official Scottish Albums)    | 1               |
| Espanha (PROMUSICAE)                  | 42              |
| Suíça (Schweizer Hitparade)           | 1               |
| Reino Unido (UK Albums Chart)         | 1               |
| Estados Unidos (Billboard 200)        | 1               |